# Fright Night
Fright Night – debiutancki album studyjny fińskiego power metalowego zespołu Stratovarius.

## Lista utworów
1. „Future Shock” – 4:33
2. „False Messiah” – 5:16
3. „Black Night” – 3:40
4. „Witch-Hunt” – 3:19
5. „Firedance” – 2:17
6. „Fright Night” – 8:12
7. „Night Screamer” – 4:45
8. „Darkness” – 6:54
9. „Goodbye” – 1:13

Muzykę do wszystkich utworów napisał Timo Tolkki.
Słowa do "Future Shock" i "Fright Night" napisali Tolkki i Lassila, do "False Messiah" i "Darkness" Timo Tolkki, zaś do "Black Night", "Witch-Hunt" i "Night Screamer" Tuomo Lassila.

## Twórcy
- Timo Tolkki – gitara, śpiew
- Jyrki Lentonen – gitara basowa
- Tuomo Lassila – perkusja

gościnnie instrumenty klawiszowe: Antti Ikonen

## Informacje o albumie
- nagrany: Finnvox Studios
- produkcja: Stratovarius
- inżynieria: Make Törrönen
- okładka: Patrick Woodroffe
- logo: Susanne Nokelainen